# عطاءالله محمد شاه یکم
پادوکا سری سلطان عطاءالله محمد شاه یکم ابن المرحوم سلطان سلیمان شاه یکم (درگذشت – ۲۲ ژانویه ۱۴۷۳)، هشتمین سلطان کداح بود. دوران حکمرانی او از سال ۱۴۲۳ تا ۱۴۷۳ به طول انجامید.